# چاناخی
چاناخی (گرجی: ჩანახი) (به انگلیسی: Chanakhi) غذای سنتی گرجی است که خورش گوشت بره می‌باشد که در این خورش گوجه‌فرنگی، بادنجان، سیب‌زمینی، سبزی برگی و سیر بکار گرفته شده‌است.